# NGC 1403
NGC 1403 (również PGC 13445) – galaktyka soczewkowata (SB0), znajdująca się w gwiazdozbiorze Erydanu. Została odkryta w 1886 roku przez Francisa Leavenwortha. Galaktyka ta należy do gromady w Erydanie.